# Intercontinental Bank
Intercontinental Bank, communément appelée Intercontinental, était une banque commerciale nigériane en activité de 1989 jusqu'à son acquisition par Access Bank plc en 2013. Avant son acquisition, Intercontinental Bank était l'une des vingt-quatre banques commerciales agréées par la Banque centrale du Nigéria, l'autorité de régulation bancaire du pays.
Avant la fusion, Intercontinental Bank était un important prestataire de services financiers en Afrique de l'Ouest. En décembre 2008, ses capitaux propres étaient évalués à environ 1,7 milliard de dollars américains (261 milliards de nairas).

## Histoire
La banque a été créée en 1989 sous le nom de Nigerian Intercontinental Merchant Bank Limited. La même année, sa première filiale, Intercontinental Securities Limited, a été créée. En 1996, la banque a acquis une participation majoritaire dans Equity Bank of Nigeria, et une participation majoritaire dans la compagnie d'assurance West African Provincial Company (WAPIC). Intercontinental s'est transformée en banque commerciale en 1999. En 2002, la société a été cotée à la Bourse nigériane.
En 2005, Intercontinental a fusionné avec trois autres banques commerciales, dans lesquelles elle détenait des participations avant la fusion, à savoir Equity Bank of Nigeria, Gateway Bank et Global Bank.
En 2009, après un audit spécial des banques commerciales nigérianes par la Banque centrale du Nigéria, l'autorité de régulation bancaire du pays, neuf d'entre elles étaient sous-capitalisées et mal gérées. Intercontinental Bank Plc. figurait parmi les banques en difficulté. À la suite de l'injection de capitaux par le gouvernement fédéral du Nigéria, afin de maintenir leur solvabilité, les banques en difficulté ont entrepris une recapitalisation grâce à la participation de nouveaux investisseurs.
En 2011, Access Bank a entamé des négociations avec la Banque centrale du Nigéria en vue d'acquérir Intercontinental Bank. À la suite de l'approbation des actionnaires d'Intercontinental Bank et d'Access Bank.
En 2013, Intercontinental Bank a fusionné avec Access Bank, intégrant ainsi Intercontinental Bank et l'ensemble de ses actifs à Access Bank plc,.